# Nem csupa angyal
A Nem csupa angyal a KFT együttes 2006-ban megjelent albuma.

## Az album számai
1. Miénk az utca 5:22 (Bornai)
2. Baromfi Béla 3:04 (Laár)
3. Lefejellek, köcsög 3:26 (Bornai)
4. Irén 4:34 (Bornai)
5. Szerelemből 5-ös 4:36 (Laár)
6. A hentes és a rendőr 5:08 (Bornai)
7. A "B"-osztály 4:15 (Bornai)
8. Mindenben van valami 4:19 (Bornai)
9. Hányan laknak 5:54 (Laár)
10. Szocializmus 4:25 (Bornai)
11. Nyugi, Tomi 3:33 (Laár)
12. Félelem 9:02 (Bornai)
13. Láthatatlan világ 3:53 (Laár)
14. Amit megeszel 3:19 (Bornai)

## Közreműködők
- Bornai Tibor – billentyűsök, ének
- Laár András – gitárok, ének
- II. Lengyelfi Miklós – basszusgitár, bőgők, ének
- Márton András – dobok, ének